# ألفونسو بيريز (ملاكم)
ألفونسو بيريز (بالإسبانية: Alfonso Pérez) (مواليد 16 يناير 1949) هو ملاكم كولومبي، مثّل بلاده في الألعاب الأولمبية الصيفية 1972 وحقق الميدالية البرونزية في فئة الوزن الخفيف.

## روابط خارجية
ألفونسو بيريز على موقع بوكس ريك (الإنجليزية) (registration required)
- ألفونسو بيريز على موقع اللجنة الأولمبية الدولية (الإنجليزية)
- ألفونسو بيريز على موقع أوليمبيديا (الإنجليزية)